# Phyllocnistis humiliella
Phyllocnistis humiliella är en fjärilsart som beskrevs av Van Deventer 1904. Phyllocnistis humiliella ingår i släktet Phyllocnistis och familjen styltmalar. Inga underarter finns listade i Catalogue of Life.